# Consistoire Straßburg
Das Consistoire Straßburg (seit 1919 wieder Consistoire Israélite du Bas-Rhin; CIBR), mit Sitz in der französischen Stadt Straßburg, ist eine Körperschaft des öffentlichen Rechts (établissement public du culte), die als staatlich anerkannte Dachorganisation der jüdischen Gemeinden im Département Bas-Rhin fungiert. Das Konsistorium wurde wie das Consistoire central israélite und weitere zwölf regionale Konsistorien von Napoleon durch ein kaiserliches Dekret vom 15. März 1808 geschaffen. Seit 1871 untersteht es nicht mehr dem Consistoire central.

## Aufgaben
Die Konsistorien, die einen halbstaatlichen Status erhielten, sollten nach protestantischem Vorbild die inneren Angelegenheiten der jüdischen Glaubensgemeinschaft regeln. In der dreistufigen hierarchischen Struktur stand oben das Consistoire central israélite (Zentrales Konsistorium) in Paris, dem die regionalen Konsistorien (Consistoires régionaux) unterstanden, und diesen waren die einzelnen jüdischen Gemeinden (communautés juives) untergeordnet. Das Konsistorium Straßburg hat die Aufgabe, die Religionsausübung innerhalb der staatlichen Gesetze zu überwachen und die Steuern festzulegen und einzuziehen, damit die Organe der jüdischen Konfession ihre Ausgaben bestreiten können.

## Mitglieder
Dem Konsistorium beigeordnet ist ein Großrabbiner und -rabbinat (grand-rabbin[at]), der geborenes Mitglied des Konsistoriums ist. Dem Konsistorium gehören sechs Laienmitglieder an. Sie wurden ursprünglich von jüdischen Notabeln der angeschlossenen Gemeinden gewählt. Heute wählen die Vertretungsorgane der jüdischen Gemeinden im Konsistorialbezirk die Mitglieder des Konsistoriums, die wiederum den Konsistorialpräsidenten wählen. Die Gewählten bedürfen der Bestätigung und Ernennung durch den französischen Premierminister. Den Vorsitz führt derzeit Konsistorialpräsident Francis Lévy.

## Zuständigkeit
Laut dem Annuaire israélite für 1855/56 war das Konsistorium von Straßburg ausschließlich für das Département Bas-Rhin zuständig. Die angeschlossenen jüdischen Gemeinden hatten insgesamt 22.800 Mitglieder.

## 1871 bis 1918
Nach dem Deutsch-Französischen Krieg von 1870/71 und der Annexion von Elsass-Lothringen durch das Deutsche Reich wurden die nun auf deutschem Gebiet liegenden regionalen Konsistorien Colmar, Metz und Straßburg beibehalten. Sie unterstanden nicht mehr dem Consistoire central in Paris, sondern regelten nach bisheriger Gewohnheit und vom deutschen Staat überwacht ihre Angelegenheiten. Wie auch Vertreter der ihrer zentralen Leitung ebenfalls verlustig gegangenen reformierten Konsistorialbezirke, mühten sich Vertreter der israelitischen Konsistorien in Elsass-Lothringen darum, eine neue zentrale Leitung für ganz Elsass-Lothringen zu bilden. Im Jahr 1872 lehnte Oberpräsident Eduard von Moeller beide Ansinnen ab, da er vor der Etablierung elsass-lothringischer legislativer Organe so wenig wie möglich die bestehende Rechtslage verändern wollte. Zu einem Dachverband kam es zwar nicht, aber die drei israelitischen Konsistorien galten als anerkannte Religionsgemeinschaft. Gemäß der neuen Verfassung Elsass-Lothringens von 1911 entsandten sie einen Vertreter als Mitglied der ersten Kammer des Landtags Elsass-Lothringens. Bis 1915 saß Adolf Ury für die israelitischen Konsistorien im Landtag, danach bis 1919 Nathan Netter.

## Nach 1918
Als 1919 das Elsass wieder an Frankreich kam, hatten dort bereits seit 1905 im Rahmen der Trennung von Kirche und Staat die Konsistorien ihren öffentlich-rechtlichen Status verloren. Seither bestehen diese israelitischen Konsistorien als rein privatrechtliche Organe der freiwilligen Verwaltungszusammenarbeit der einzelnen jüdischen Gemeinden, organisiert nach Konsistorialbezirken, die meist mehrere Départements umfassen.
Bei der Überführung der Rechtsverhältnisse der drei (Départements Bas-Rhin, Haut-Rhin, und Moselle), die das Gebiet des ehemaligen Elsass-Lothringens bilden, verfuhr die französische Republik nach dem Grundsatz, dass alle deutschen Regelungen als regionale Besonderheiten fortbestehen, die als vorteilhafter angesehen wurden, als die entsprechende Regeln im übrigen Frankreich. So blieben in den drei Départements unter anderem die Bismarcksche Sozialversicherung – im restlichen Frankreich entstand erst später etwas Vergleichbares – sowie die bestehenden Verbindungen zwischen Staat und Religion erhalten, so z. B. auch der 26. Dezember und Karfreitag als gesetzliche Feiertage. Die vom übrigen Frankreich abweichenden Rechtsverhältnisse gelten als Droit local en Alsace et en Moselle.
Daher erheben die Religionsgemeinschaften in den drei Départements (neben den jüdischen auch die katholischen, lutherischen und reformierten Gemeinden) auch weiterhin die Gemeinde- bzw. Kirchensteuer, die von den staatlichen Finanzämtern im Direktabzug mit der Einkommensteuer eingezogen wird. Zudem haben die drei israelitischen Konsistorien im Elsass (Bas-Rhin, Haut-Rhin) und in Lothringen (Moselle) weiterhin den Status von Körperschaften des öffentlichen Rechts und werden daher – im Unterschied zu den rein privatrechtlichen Konsistorien im übrigen Frankreich – als consistoires concordataires bezeichnet, da ihr Status – in Analogie zum Konkordat von 1801 mit dem Heiligen Stuhl – zwischen der Republik und der jüdischen Religionsgemeinschaft im Elsass und in Lothringen geregelt ist, wie bis 1905 auch im übrigen Frankreich.
Im Jahr 1939 wurden Konsistorium und Großrabbinat nach Westen und dann in die freie Zone Frankreichs evakuiert. Das Konsistorium nahm seinen Sitz in Périgueux. Das Rabbinerseminar bestand, zusammen mit dem Pariser Rabbinerseminar, bis 1943 in Limoges. Großrabbiner René Hirschler amtierte ab 1940 für die exilierten Juden des Bas-Rhin von Marseille aus, bis er im Dezember 1943 verhaftet und deportiert wurde. Im Jahr 1945 kehrten überlebende Gemeindemitglieder und Funktionäre ins Elsass zurück.
Bis heute bewirkt die strenge Trennung zwischen Staat und Religion im übrigen Frankreich, dass die drei konkordatären israelitischen Konsistorien nicht dem seit 1905 privatrechtlichen geregelten Consistoire central unterstehen dürfen. Jede direkte Finanzierung religiöser Gemeinschaften aus staatlich erhobener Gemeindesteuer ist im übrigen Frankreich illegal. Daher können die konkordatären Konsistorien nicht zur Finanzierung der privatrechtlichen jüdischen Dachorganisation im übrigen Frankreich beitragen und sind folglich auch nur assoziiert und in Fachfragen beratend beteiligt. Die drei arbeiten aber zusammen und beschließen und finanzieren alles für ihre Konsistorialbezirke eigenständig.

## Gemeinden
Die angeschlossenen jüdischen Gemeinden und ihre Mitgliederzahl im Jahr 1855 (wohl Annäherungswerte und keine exakte Angaben laut Annuaire). Die nicht mehr bestehenden Gemeinden sind entsprechend ausgewiesen:
- Jüdische Gemeinde Straßburg, 2.400 Personen
- Jüdische Gemeinde Balbronn, 203 Personen (nicht mehr bestehend)
- Jüdische Gemeinde Bassemberg, 43 Personen (Ende des 19. Jahrhunderts aufgelöst)
- Jüdische Gemeinde Batzendorf, 58 Personen (aufgelöst im späten 19. Jahrhundert)
- Jüdische Gemeinde Benfeld, Anzahl der Mitglieder nicht genannt
- Jüdische Gemeinde Birlenbach, 17 Personen (nicht mehr bestehend)
- Jüdische Gemeinde Bischheim, 750 Personen
- Jüdische Gemeinde Bischoffsheim, 17 Personen (nicht mehr bestehend)
- Jüdische Gemeinde Bischwiller, 94 Personen
- Jüdische Gemeinde Boesenbiesen, 28 Personen (nicht mehr bestehend)
- Jüdische Gemeinde Bolsenheim, 84 Personen (aufgelöst im späten 19. Jahrhundert)
- Jüdische Gemeinde Bouxwiller, 390 Personen
- Jüdische Gemeinde Brumath, 452 Personen
- Jüdische Gemeinde Buswiller, 390 Personen (um die Jahrhundertwende von 19./20. Jahrhundert aufgelöst)
- Jüdische Gemeinde Dambach-la-Ville, 364 Personen (durch die Schoah ausgelöscht)
- Jüdische Gemeinde Dauendorf, 155 Personen (nicht mehr bestehend)
- Jüdische Gemeinde Dehlingen, 121 Personen (Ende des 19. Jahrhunderts aufgelöst)
- Jüdische Gemeinde Dettwiller, 172 Personen
- Jüdische Gemeinde Diebolsheim, 61 Personen (Anfang des 20. Jahrhunderts aufgelöst)
- Jüdische Gemeinde Diemeringen, 135 Personen
- Jüdische Gemeinde Dossenheim-sur-Zinsel, 15 Personen (nicht mehr bestehend)
- Jüdische Gemeinde Drachenbronn, 50 Personen (Mitte der 1930er Jahre aufgelöst)
- Jüdische Gemeinde Duppigheim, 151 Personen (nicht mehr bestehend)
- Jüdische Gemeinde Duttlenheim, 170 Personen (nicht mehr bestehend)
- Jüdische Gemeinde Eckwersheim, 35 Personen (nicht mehr bestehend)
- Jüdische Gemeinde Epfig, 211 Personen (nach dem Zweiten Weltkrieg aufgelöst)
- Jüdische Gemeinde Erstein (1855 nicht genannt)
- Jüdische Gemeinde Ettendorf, 54 Personen (nicht mehr bestehend)
- Jüdische Gemeinde Fegersheim, 553 Personen (durch die Schoah ausgelöscht)
- Jüdische Gemeinde Froeschwiller, 57 Personen (nicht mehr bestehend)
- Jüdische Gemeinde Gerstheim, 176 Personen (nicht mehr bestehend)
- Jüdische Gemeinde Gœrsdorf, 147 Personen (Anfang des 20. Jahrhunderts aufgelöst)
- Jüdische Gemeinde Gundershoffen, 93 Personen (nicht mehr bestehend)
- Jüdische Gemeinde Haegen, 57 Personen (Ende des 19. Jahrhunderts aufgelöst)
- Jüdische Gemeinde Haguenau, 746 Personen
- Jüdische Gemeinde Harskirchen, 231 Personen (nicht mehr bestehend)
- Jüdische Gemeinde Hatten, 231 Personen (nicht mehr bestehend)
- Jüdische Gemeinde Herrlisheim, 163 Personen (Anfang der 1970er Jahre aufgelöst)
- Jüdische Gemeinde Hochfelden, 217 Personen (nicht mehr bestehend)
- Jüdische Gemeinde Hœnheim, 110 Personen (nicht mehr bestehend)
- Jüdische Gemeinde Illkirch, 28 Personen (nicht mehr bestehend)
- Jüdische Gemeinde Ingenheim, 38 Personen (aufgelöst in der 2. Hälfte des 19. Jahrhunderts)
- Jüdische Gemeinde Ingwiller, 490 Personen
- Jüdische Gemeinde Itterswiller, 202 Personen (nicht mehr bestehend)
- Jüdische Gemeinde Kolbsheim, 119 Personen (Mitte der 1960er Jahre aufgelöst)
- Jüdische Gemeinde Krautergersheim, 117 Personen (nicht mehr bestehend)
- Jüdische Gemeinde Kuttolsheim, 146 Personen (nicht mehr bestehend)
- Jüdische Gemeinde Kutzenhausen, 47 Personen (nicht mehr bestehend)
- Jüdische Gemeinde Langensoultzbach, 87 Personen (nicht mehr bestehend)
- Jüdische Gemeinde Lauterbourg, 334 Personen (nach dem Zweiten Weltkrieg aufgelöst)
- Jüdische Gemeinde Lembach, 125 Personen (nicht mehr bestehend)
- Jüdische Gemeinde Lingolsheim, 166 Personen
- Jüdische Gemeinde Mackenheim, 160 Personen (nicht mehr bestehend)
- Jüdische Gemeinde Marckolsheim, 146 Personen (durch die Schoah ausgelöscht)
- Jüdische Gemeinde Marmoutier, 424 Personen
- Jüdische Gemeinde Matzenheim, 36 Personen (nicht mehr bestehend)
- Jüdische Gemeinde Mertzwiller, 217 Personen (nicht mehr bestehend)
- Jüdische Gemeinde Minversheim, 127 Personen (aufgelöst im späten 19. Jahrhundert)
- Jüdische Gemeinde Molsheim (1855 nicht genannt)
- Jüdische Gemeinde Mommenheim, 324 Personen (Mitte der 1960er Jahre aufgelöst)
- Jüdische Gemeinde Mulhausen, 78 Personen (durch die Schoah ausgelöscht)
- Jüdische Gemeinde Muttersholtz, 388 Personen (Mitte der 1960er Jahre aufgelöst)
- Jüdische Gemeinde Mutzig, 228 Personen
- Jüdische Gemeinde Neuwiller-lès-Saverne, 141 Personen (nicht mehr bestehend)
- Jüdische Gemeinde Niederbronn-les-Bains, 343 Personen (Anfang der 1990er Jahre aufgelöst)
- Jüdische Gemeinde Niedernai, 157 Personen (nicht mehr bestehend)
- Jüdische Gemeinde Niederrœdern, 322 Personen (durch die Schoah ausgelöscht)
- Jüdische Gemeinde Niederseebach, 75 Personen (nicht mehr bestehend)
- Jüdische Gemeinde Oberbronn, 207 Personen (nicht mehr bestehend)
- Jüdische Gemeinde Oberlauterbach, 50 Personen (nicht mehr bestehend)
- Jüdische Gemeinde Obernai, 270 Personen
- Jüdische Gemeinde Oberschaeffolsheim, 153 Personen (nicht mehr bestehend)
- Jüdische Gemeinde Oberseebach, 33 Personen (nicht mehr bestehend)
- Jüdische Gemeinde Odratzheim, 203 Personen (nicht mehr bestehend)
- Jüdische Gemeinde Offendorf, 34 Personen (nicht mehr bestehend)
- Jüdische Gemeinde Offwiller, 60 Personen (nicht mehr bestehend)
- Jüdische Gemeinde Osthoffen, 107 Personen (nicht mehr bestehend)
- Jüdische Gemeinde Osthouse, 181 Personen (nicht mehr bestehend)
- Jüdische Gemeinde Ottrot-le-Bas, 108 Personen (nicht mehr bestehend)
- Jüdische Gemeinde Pfaffenhoffen, 80 Personen
- Jüdische Gemeinde Plobsheim, 22 Personen (nicht mehr bestehend)
- Jüdische Gemeinde Quatzenheim, 299 Personen (nicht mehr bestehend)
- Jüdische Gemeinde Reichshoffen, 260 Personen
- Jüdische Gemeinde Ringendorf, 66 Personen (nicht mehr bestehend)
- Jüdische Gemeinde Romanswiller, 253 Personen (nicht mehr bestehend)
- Jüdische Gemeinde Rosenwiller, 22 Personen (nicht mehr bestehend)
- Jüdische Gemeinde Rosheim, 249 Personen (nicht mehr bestehend)
- Jüdische Gemeinde Rothbach, 96 Personen (nicht mehr bestehend)
- Jüdische Gemeinde Sarre-Union, 405 Personen
- Jüdische Gemeinde Saverne (Zabern), 231 Personen
- Jüdische Gemeinde Schaffhouse, 79 Personen (Mitte der 1930er Jahre aufgelöst)
- Jüdische Gemeinde Scharrachbergheim, 103 Personen (nicht mehr bestehend)
- Jüdische Gemeinde Schwerwiller, 304 Personen (Mitte der 1960er Jahre aufgelöst)
- Jüdische Gemeinde Schirrhofen, 404 Personen (nicht mehr bestehend)
- Jüdische Gemeinde Schweighouse-sur-Moder, 124 Personen (durch die Schoah ausgelöscht)
- Jüdische Gemeinde Schwindratzheim, 94 Personen (Mitte der 1920er Jahre aufgelöst)
- Jüdische Gemeinde Sélestat (Schlettstadt), 243 Personen
- Jüdische Gemeinde Seltz, 136 Personen (Mitte der 1930er Jahre aufgelöst)
- Jüdische Gemeinde Soultz-les-Bains, 44 Personen (nicht mehr bestehend)
- Jüdische Gemeinde Soultz-sous-Forêts, 389 Personen (nicht mehr bestehend)
- Jüdische Gemeinde Stotzheim, 81 Personen (nicht mehr bestehend)
- Jüdische Gemeinde Struth, 181 Personen
- Jüdische Gemeinde Surbourg, 279 Personen (Mitte der 1930er Jahre aufgelöst)
- Jüdische Gemeinde Tieffenbach, 36 Personen (nicht mehr bestehend)
- Jüdische Gemeinde Traenheim, 66 Personen (Mitte der 1920er Jahre aufgelöst)
- Jüdische Gemeinde Triembach-au-Val, 178 Personen (nicht mehr bestehend)
- Jüdische Gemeinde Uhrwiller, 91 Personen (Anfang des 20. Jahrhunderts aufgelöst)
- Jüdische Gemeinde Uttenheim, 136 Personen (durch die Schoah ausgelöscht)
- Jüdische Gemeinde Valff, 125 Personen (Mitte der 1930er Jahre aufgelöst)
- Jüdische Gemeinde La Walck, 97 Personen (nicht mehr bestehend)
- Jüdische Gemeinde Waltenheim-sur-Zorn, 42 Personen (Ende des 19. Jahrhunderts aufgelöst)
- Jüdische Gemeinde Wasselonne (1855 nicht genannt)
- Jüdische Gemeinde Weinbourg, 68 Personen (Mitte der 1920er Jahre aufgelöst)
- Jüdische Gemeinde Weiterswiller, 140 Personen (nicht mehr bestehend)
- Jüdische Gemeinde Westhoffen, 210 Personen
- Jüdische Gemeinde Westhouse, 245 Personen (nicht mehr bestehend)
- Jüdische Gemeinde Wingersheim, 123 Personen (nicht mehr bestehend)
- Jüdische Gemeinde Wintzenheim, 118 Personen (nicht mehr bestehend)
- Jüdische Gemeinde Wissembourg (Weißenburg), 375 Personen
- Jüdische Gemeinde Wittersheim, 169 Personen (Mitte der 1920er Jahre aufgelöst)
- Jüdische Gemeinde Wolfisheim, 207 Personen
- Jüdische Gemeinde Zellwiller, 246 Personen (Anfang der 1930er Jahre aufgelöst)

## Großrabbiner
Liste und Anmerkungen gemäß Quelle (siehe Fußnote).
- 1808–1812: David Sinzheim, auch Nassi (Präsident) des Großen Synhedrions
- 1812–1830: Jacob Meyer, schon ab 1809 stellvertretend für den meist in Paris weilenden Sinzheim, zudem Konsistorialpräsident
- 1830–1834: Seligmann Goudchaux, danach Großrabbiner beim Consistoire du Haut-Rhin in Colmar
- 1834–1890: Arnaud Aron, zudem Konsistorialpräsident
- 1890–1899: Isaac Weil, zuvor ab 1886 Großrabbiner beim Konsistorium Metz
- 1899–1915: Adolf Ury, zuvor ab 1890 Großrabbiner beim Konsistorium Metz
- 1915–1919: Émile Lévy, zugleich Feldrabbiner im kaiserlichen deutschen Heer.[11]
- 1920–1939: Isaïe Schwartz, danach Großrabbiner Frankreichs bis 1952
- 1939–1943: René Hirschler, mobilisiert als Feldrabbiner im August 1939, ab 1940 in Marseille, 1943 deportiert und 1945 an Typhus verstorben in Ebensee.[7]
- 1943–1947: Vakanz
- 1947–1970: Abraham Deutsch, ab 1944 kommissarisch für den seinerzeit noch lebend gehofften Hirschler
- 1970–1987: Max Warschawski, ab 1961 bereits stellvertretender Großrabbiner beim Consistoire du Bas-Rhin
- 1987–2017: René Gutman
- ab 2017: Abraham Weill[12]